# Hoa hậu Thế giới 1958

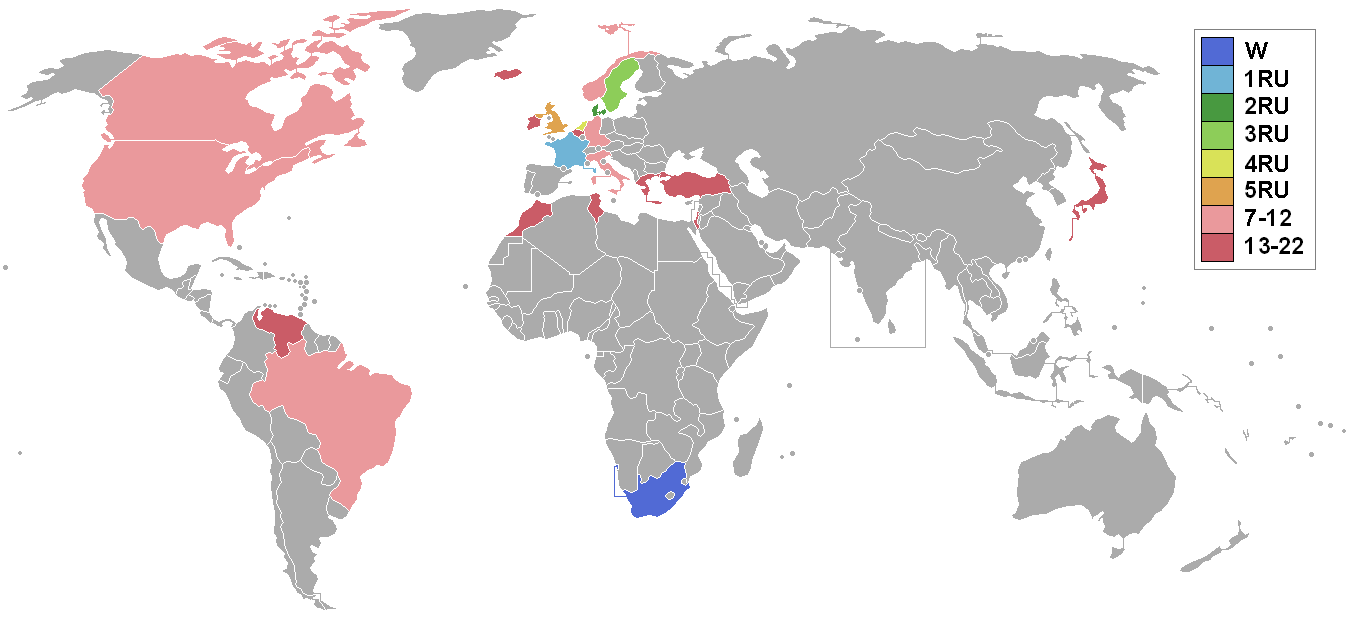
Các quốc gia và vùng lãnh thổ tham dự cuộc thi và kết quả

Hoa hậu Thế giới 1958, là cuộc thi Hoa hậu Thế giới lần thứ 8, được tổ chức vào ngày 13 tháng 10 năm 1958 tại nhà hát Lyceum, Luân Đôn, Vương quốc Anh. 22 thí sinh tham dự cuộc thi. Người chiến thắng là Penelope Anne Coelen, đại diện cho Nam Phi.

## Kết quả
| Kết quả               | Thí sinh |
| --------------------- | --- |
| Hoa hậu Thế giới 1958 | - Nam Phi – Penelope Anne Coelen |
| Á hậu 1               | - Pháp – Claudine Auger |
| Á hậu 2               | - Đan Mạch – Vinnie Ingemann |
| Á hậu 3               | - Thụy Điển – Harriet Margareta Wågström |
| Á hậu 4               | - Hà Lan – Lucienne Struve |
| Top 12                | - Brazil – Sônia Maria Campos - Canada – Marilyn Anne Keddie - Tây Đức – Dagmar Herner - Ý – Elisabetta Velinsky - Na Uy – Åse Qjeldvik - Vương quốc Anh – Eileeen Sheridan † - Hoa Kỳ – Nancy Anne Corcoran |

## Thí sinh
- Bỉ - Michele Gouthals
- Brazil - Sonia Maria Campos
- Canada - Marilyn Anne Keddie
- Đan Mạch - Vinnie Ingemann
- Pháp - Claudine Oger
- Tây Đức - Dagmar Herner
- Hy Lạp - Mary Panoutospoulou
- Hà Lan - Lucienne Struve
- Iceland - Hjordis Sigurvinsdóttir
- Ireland - Susan Riddell
- Israel - Rachel Shafrir
- Ý - Elisabetta Velinsky
- Nhật Bản - Hisako Okuse
- Maroc - Jocelyne Lambin
- Na Uy - Aase Qjelvik
- Nam Phi - Penelope Anne Coelen
- Thụy Điển - Gun Harriette Margareta Wagstrom
- Tunisia - Denise Orlando
- Thổ Nhĩ Kỳ - Sunay Uslu
- Vương quốc Anh - Eileen Elizabeth Sheridan †
- Hoa Kỳ - Nancy Ann Corcoran
- Venezuela - Ida Margarita Pieri